# Eduardo Criado Requena
Eduardo Criado Requena (Huelva, 1893-Huelva, 1920) fue un pintor y periodista español.

## Biografía
Nacido en 1893, era natural de Huelva. Periodista y pintor, colaboró en la prensa de Nueva York y especialmente en la revista Pictorial Review, al lado de su paisano Rómulo Manuel de Mora. Fruto de sus observaciones y estudios en la urbe neoyorquina fue un libro que dejó publicado con el título de La ciudad de los rascacielos. También colaboró en la revista La Rábida. Falleció muy joven, en 1920, en Huelva.